# العلاقات البرازيلية البولندية
العلاقات البرازيلية البولندية هي العلاقات الثنائية التي تجمع بين البرازيل وبولندا.

## مقارنة بين البلدين
هذه مقارنة عامة ومرجعية للدولتين:
| وجه المقارنة                                              | البرازيل | بولندا                                                                             |
| --------------------------------------------------------- | --- | ---------------------------------------------------------------------------------- |
| المساحة (كم2)                                             | 8.52 مليون | 312.68 ألف                                                                         |
| عدد السكان (نسمة)                                         | 202.66 مليون | 38.43 مليون                                                                        |
| الكثافة السكانية (ن./كم²)                                 | 23.79 | 122.91                                                                             |
| العاصمة                                                   | برازيليا، ريو دي جانيرو | وارسو                                                                              |
| اللغة الرسمية                                             | برتغالية برازيلية، Brazilian Sign Language ‏ | اللغة البولندية                                                                    |
| العملة                                                    | ريال برازيلي، كروزيرو ريال برازيلي ‏، كروزيرو البرازيلية (1990–1993)، البرازيلي كروزادو نوفو، كروزادو برازيلي، cruzeiro ‏، كروزيرو البرازيلية (1942–1967)، الريال البرازيلي (قديم) | زلوتي بولندي                                                                       |
| الناتج المحلي الإجمالي (بليون دولار)                      | 2.06 تريليون | 524.51 مليار                                                                       |
| الناتج المحلي الإجمالي (تعادل القوة الشرائية) بليون دولار | 3.22 تريليون | 1.02 تريليون                                                                       |
| الناتج المحلي الإجمالي الاسمي للفرد دولار أمريكي          | 8.54 ألف | 12.55 ألف                                                                          |
| الناتج المحلي الإجمالي للفرد دولار أمريكي                 | 15.89 ألف | 26.14 ألف                                                                          |
| مؤشر التنمية البشرية                                      | 0.754 | 0.843                                                                              |
| رمز المكالمات الدولي                                      | +55 | +48                                                                                |
| رمز الإنترنت                                              | .br | .pl                                                                                |
| المنطقة الزمنية                                           | | توقيت وسط أوروبا، ت ع م+01:00، ت ع م+02:00، أوروبا/وارسو ‏، توقيت وسط أوروبا الصيفي |

## مدن متوأمة
في ما يلي قائمة باتفاقيات التوأمة بين مدن برازيلية وبولندية:
- ترتبط كوريتيبا مع كراكوف باتفاقية توأمة.[14][15]
- ترتبط ريو دي جانيرو مع وارسو باتفاقية توأمة منذ 1969.
- ترتبط أنابوليس مع لوبلين باتفاقية توأمة.

## منظمات دولية مشتركة
يشترك البلدان في عضوية مجموعة من المنظمات الدولية، منها:
| علم المنظمة | اسم المنظمة                        | تاريخ انضمام البرازيل | تاريخ انضمام بولندا |
| ----------- | ---------------------------------- | --------------------- | ------------------- |
|             | الاتحاد البريدي العالمي            | ?                     | 1 مايو 1919         |
|             | يونسكو                             | 4 نوفمبر 1946         | 6 نوفمبر 1946       |
|             | البنك الدولي للإنشاء والتعمير      | 14 يناير 1946         | 27 يونيو 1986       |
|             | منظمة التجارة العالمية             | ?                     | 1 يوليو 1995        |
|             | منظمة الصحة العالمية               | ?                     | 7 أبريل 1948        |
|             | وكالة ضمان الاستثمار متعدد الأطراف | 7 يناير 1993          | 29 يونيو 1990       |
|             | نظام تحكم تكنولوجيا القذائف        | 1995                  | 1998                |
|             | منظمة الشرطة الجنائية الدولية      | ?                     | ?                   |
|             | مجموعة الموردين النوويين           | ?                     | ?                   |
|             | الاتحاد الدولي للاتصالات           | 4 يوليو 1877          | 1921                |
|             | الأمم المتحدة                      | 24 أكتوبر 1945        | 24 أكتوبر 1945      |
|             | مؤسسة التمويل الدولية              | 31 ديسمبر 1956        | 29 ديسمبر 1987      |
|             | مؤسسة التنمية الدولية              | 15 مارس 1963          | 28 أكتوبر 1960      |
|             | الفريق المعني برصد الأرض           | ?                     | ?                   |
|             | منظمة حظر الأسلحة الكيميائية       | ?                     | ?                   |

## أعلام
هذه قائمة لبعض الشخصيات التي تربطها علاقات بالبلدين:
- أليساندرا أمبروسيو (عارضة برازيلية، 11 أبريل 1981[23] – )
- إيمرسون فيتيبالدي (12 ديسمبر 1946 – )
- فيليبي لويس (لاعب كرة قدم برازيلي، 9 أغسطس 1985[24] – )

## وصلات خارجية
- موقع وزارة الخارجية البرازيلية
- موقع وزارة الخارجية البولندية